# 逸濤灣
22°17′02″N 114°13′29″E / 22.28377°N 114.22476°E

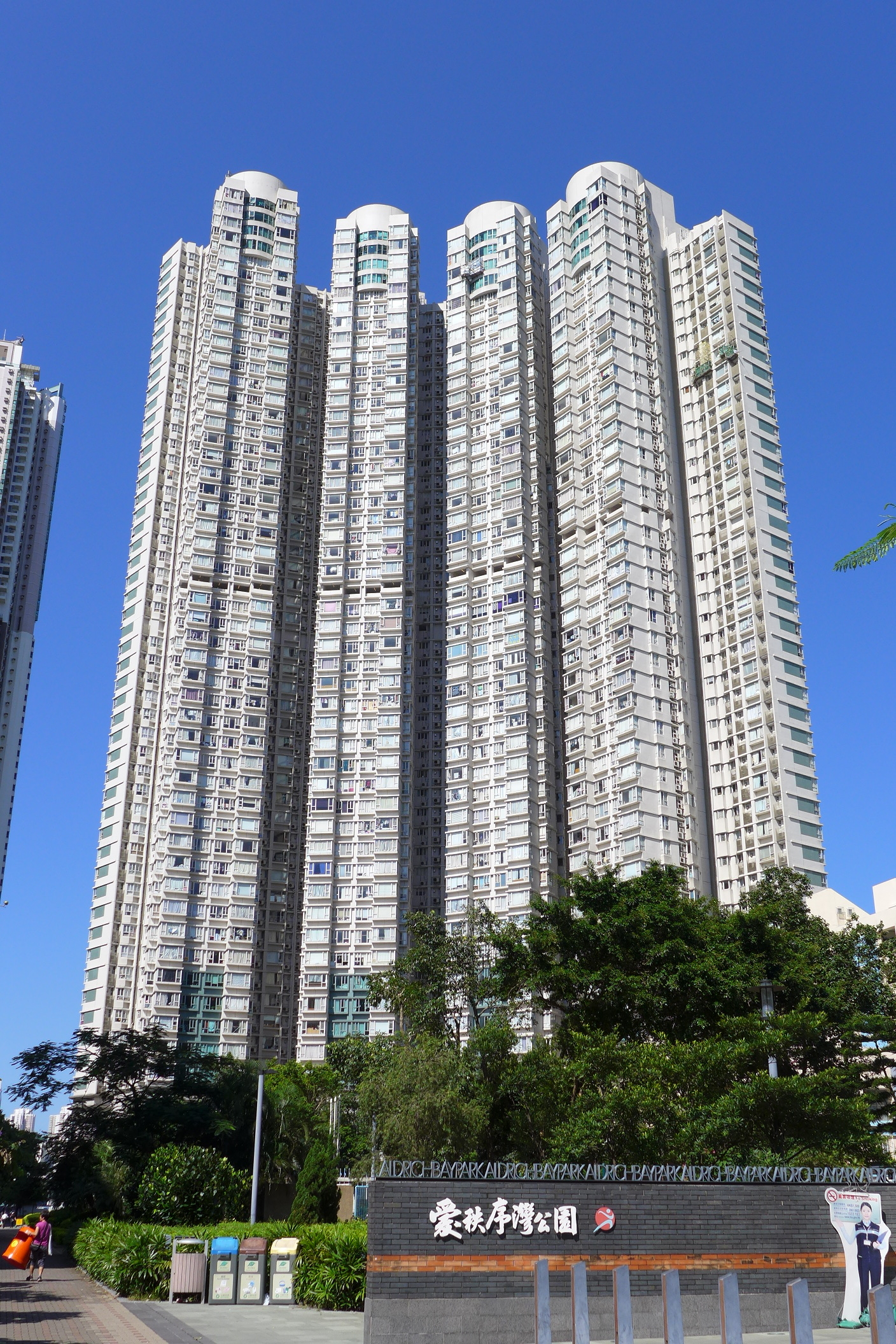
面向西南內街

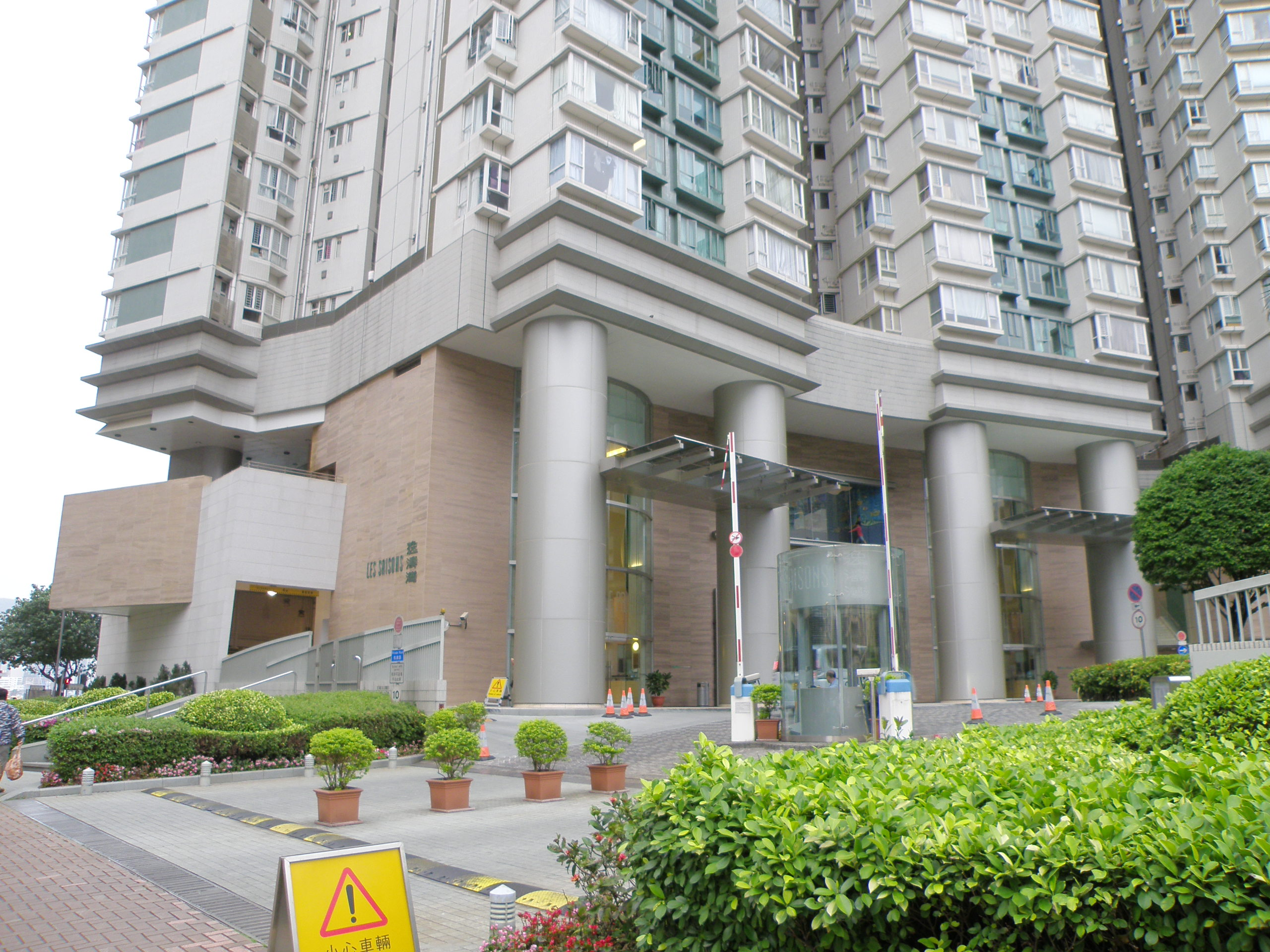
逸濤灣大堂及車路出入口

逸濤灣（英語：Les Saisons）是位於香港香港島東區西灣河太安街28號的一個私人住宅，由太古地產、中華汽車及新鴻基地產合作發展，於2001年10月份入伙。
逸濤灣臨海而建，大部份單位坐擁鯉魚門及筲箕灣避風塘海景。四幢住宅大樓設有864個面積約為700平方呎至1,800平方呎的單位。屋苑亦設有會所和佔地3.8萬平方呎的平台花園。
逸濤灣為中原城市領先指數成份屋苑之一。

## 住宅
逸濤灣共建有四幢住宅大廈（第1至4座），分別命名為“春瑤軒” （第1座）、“夏池軒”（第2座）、“秋盈軒”（第3座）及“冬和軒”（第4座）。每幢樓高41至47層，各配置三部客用升降機及一部貨用升降機。單位的實用面積由549至1,437平方呎，建築面積介乎739至1,843平方呎，樓底高度普遍為8呎11吋至9呎9吋，間隔涵蓋二至四房。客飯廳主要以日字廳、左右廳開則。戶戶採用獨立式廚房設計。
各座大廈於29樓設有庇護層。而30樓至頂層（49至56樓）屬住宅樓層，每層各設3至5伙單位，合共提供864個分層住宅。單位供應以三及四房為主，佔供應量約六成。單位的實用面積由549至1,437平方呎，建築面積介乎739至1,843平方呎，樓底高度普遍為8呎11吋至9呎9吋，間隔涵蓋二至四房。客飯廳主要以日字廳、左右廳開則。戶戶採用獨立式廚房設計。
屋苑單位供應以三及四房為主，佔供應量約六成。其中三房戶的實用面積由708至868平方呎；建築面積由950至1,118平方呎。4房的實用面積則介乎1,237至1,437平方呎；建築面積由1,562至1,843平方呎。值得一提的是部份三房及以上單位獨設弧形落地窗，海景視野角度特闊。兩房戶佔單位供應量約四成，分佈於各座A及B室，實用面積由549至604平方呎；建築面積由739至771平方呎。

### 標準戶
標準戶共有852伙，實用面積由549至868平方呎，建築面積由1,784至1,843平方呎，間隔包括二至三房，分為2房2廳、3房2廳（連套房）及多用途房、3房2廳（連套房）及工人套房三種。

### 特色戶
相連戶只有8伙，位於各座極高層，建築面積介乎1,562至1,568平方呎，間隔全屬4房。複式戶僅設4伙，位於各座極高層，建築面積由1,784至1,843平方呎，間隔均為4房2廳（連套房）連多用途房及工人套房。

## 設施
逸濤灣設有住客會所，提供包括25米戶外泳池、兒童嬉水池、桑拿浴室、健身室、多用途活動及桌球室、高爾夫球練習室及高爾夫推桿場、健康舞／乒乓球室、遊戲室／音樂室／閱讀室、室內及室外兒童遊樂場等設施。另有平台花園供住戶休憩散步。

## 生活配套
毗鄰鯉景灣的地下設有各式特色餐廳集聚區「蘇豪東」，以及超級市場與日常用品連鎖店，而於港鐵西灣河站一帶民生商店、食肆林立，銀行、商場、熟食中心及街市亦一應俱全。社區康樂設施方面，附近有鰂魚涌公園、愛秩序灣公園、西灣河海濱公園、港島東體育館、西灣河體育館、西灣河遊樂場西灣河文娛中心等可供公眾使用。
逸濤灣鄰近太古城中心及太古坊核心商業區，而屋苑附近坐立不少國際學府。

## 交通
逸濤灣交通便利，距離港鐵西灣河站約4分鐘步程。同時在鄰近屋苑嘉亨灣基座設有交通總滙及中港客運車站；附近及筲箕灣道沿線亦有各類交通工具包括渡輪、巴士、小巴及電車，來往港九新界各區均十分便利。

## 教育
逸濤灣納入中學港島東區校網，而小學則隸屬16號校網，區內有不少中小校舍，例如中華基督教會基灣小學（愛蝶灣）、慈幼學校、愛秩序灣官立小學、中華基督教會基灣小學等；中學則有庇理羅士女子中學、嘉諾撒書院、張祝珊英文中學、香港中國婦女會中學、聖馬可中學、港島民生書院及筲箕灣官立中學等優良學校。屋苑亦鄰近香港韓國國際學校 (Korean International School of Hong Kong)、地利亞加拿大學校 (DSC International School Hong Kong)、鰂魚涌小學 (Quarry Bay School) 等國際學府。而由逸濤灣去香港大學和香港樹仁大學亦只需30分鐘。
而逸濤灣旁的嘉亨灣及鯉景灣則納入小學14校網。

## 歷史與爭議
逸濤灣旁邊的一塊官地，原擬興建香港冰上運動中心，最終興建了一個以舊式漁村為主題的愛秩序灣公園。在動工興建該公園前，地政總署以短期租約方式將地皮出租，曾經是一個高爾夫球練習場。由於圍網距離旁邊屋宇太近，阻擋住戶的景觀，加上晚間燈光做成光污染，引起當地居民強烈不滿。2006年12月，該高爾夫球練習場在居民投訴受滋擾的情況，地政總署仍批准續約兩年，被批評「見錢眼開」。

## 同區屋苑
- 嘉亨灣 (Grand Promenade)
- 鯉景灣
- ISLAND RESIDENCE
- 柏匯
- 欣景花園

## 外部連結
- 逸濤灣